# Sarcotoechia apetala
Sarcotoechia apetala är en kinesträdsväxtart som beskrevs av P.W. Leenhouts. Sarcotoechia apetala ingår i släktet Sarcotoechia och familjen kinesträdsväxter. Inga underarter finns listade i Catalogue of Life.